# Russkij Kameškir
Russkij Kameškir (in russo Русский Камешкир?) è un villaggio della Russia europea centrale, situato nell'oblast' di Penza; è il centro amministrativo del distretto Kameškirskij.
Si trova 120 km a sud-est di Penza.